# Макар Москаленко
Макар Москаленко (? — після 1659) — український військовий діяч доби Гетьманщини. Білоцерківський полковник (1654—1656).

## Життєпис
Походив з білоцерківської православної шляхти. У 1649 році — козак Білоцерківського полку. Учасник боїв Хмельниччини. У 1650-х роках входив до полкового військового товариства.
У квітні 1654 року — призначений білоцерківським полковником. На чолі полку брав участь у боях під Брацлавом проти польсько-татарського війська у грудні 1654 року. У січні 1655 року — воював під Охматовом.
У березні 1655 року очолював козацьке посольство до Москви, що мало вмовити царя до участі у великому поході на захід України.
У лютому 1656 року усунутий з посади на користь Семена Половця. У складі Білоцерківського полку брав участь у боях московсько-української війни. Подальша доля невідома.

## Родина
Був родичем Сави Москаленка — білоцерківського сотника (1638), наказного білоцерківського полковника (1651, 1654).